# Shamiram, Aragatsotn
Shamiram là một đô thị thuộc tỉnh Aragatsotn, Armenia. Dân số ước tính năm 2011 là 1959 người.